# Paul-Émile De Puydt
Pour les articles homonymes, voir De Puydt.
Paul-Émile De Puydt est un botaniste, économiste et écrivain belge, né le 6 mars 1810 à Mons et mort le 20 mai 1891, dans cette même ville. C'est un des anciens présidents de la Société des sciences, des arts et des lettres du Hainaut et l'auteur de nombreux ouvrages d'horticulture, notamment sur les orchidées, de sciences sociales et de romans. Dans le domaine de l'économie politique, il est l'inventeur du concept de panarchie.

## Biographie

### Famille
Paul-Émile De Puydt naît le 6 mars 1810 à Mons en Belgique. C'est le fils de Jean-Ambroise De Puydt (1758-1836), qui fut gouverneur du Hainaut, et d'Adélaïde Michotte (1777-1858), aussi citée avec l'orthographe « Marie Adélaïde Jeanne Michot ». Il a deux frères, Guillaume et Pierre, et un demi-frère, Remi De Puydt (1789-1844).
Le 14 juillet 1841 il épouse Fanny-Catherine Cousin, dont il a un fils, Julien (1842-1921), qui devient ingénieur civil, et une fille, Marie-Thérèse-Philippine.

### Vie

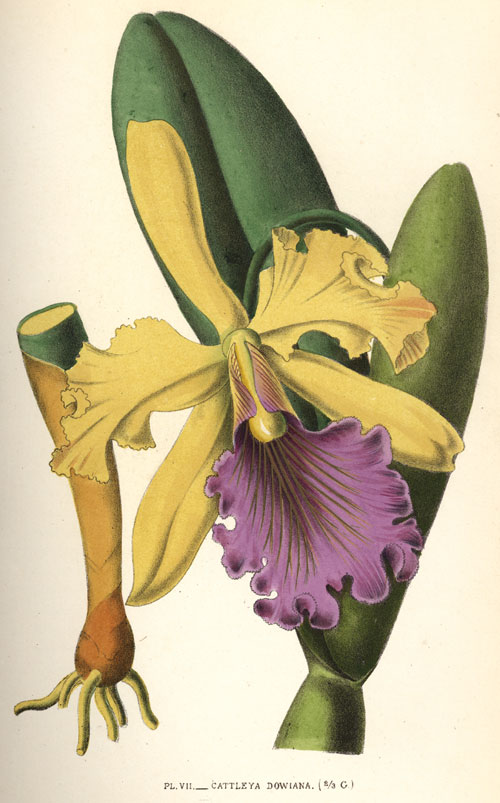
Aquarelle de Cattleya dowiana par De Puydt.

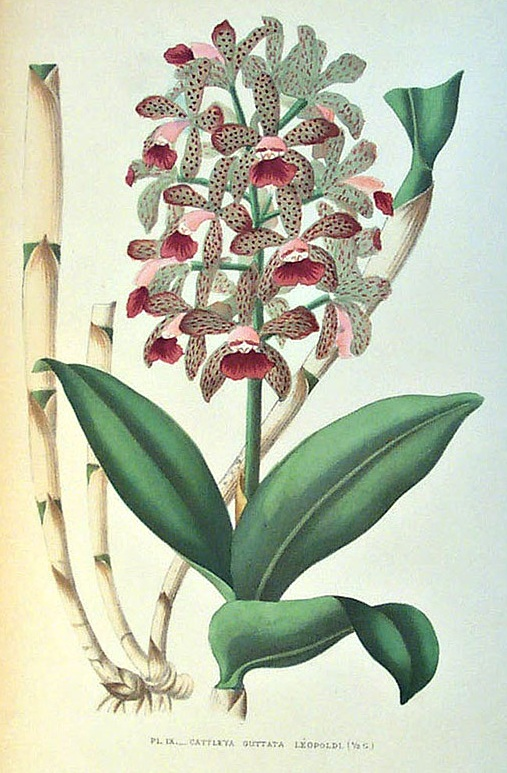
Aquarelle de Cattleya guttata var. leopoldii (syn. Cattleya tigrina) par De Puydt.

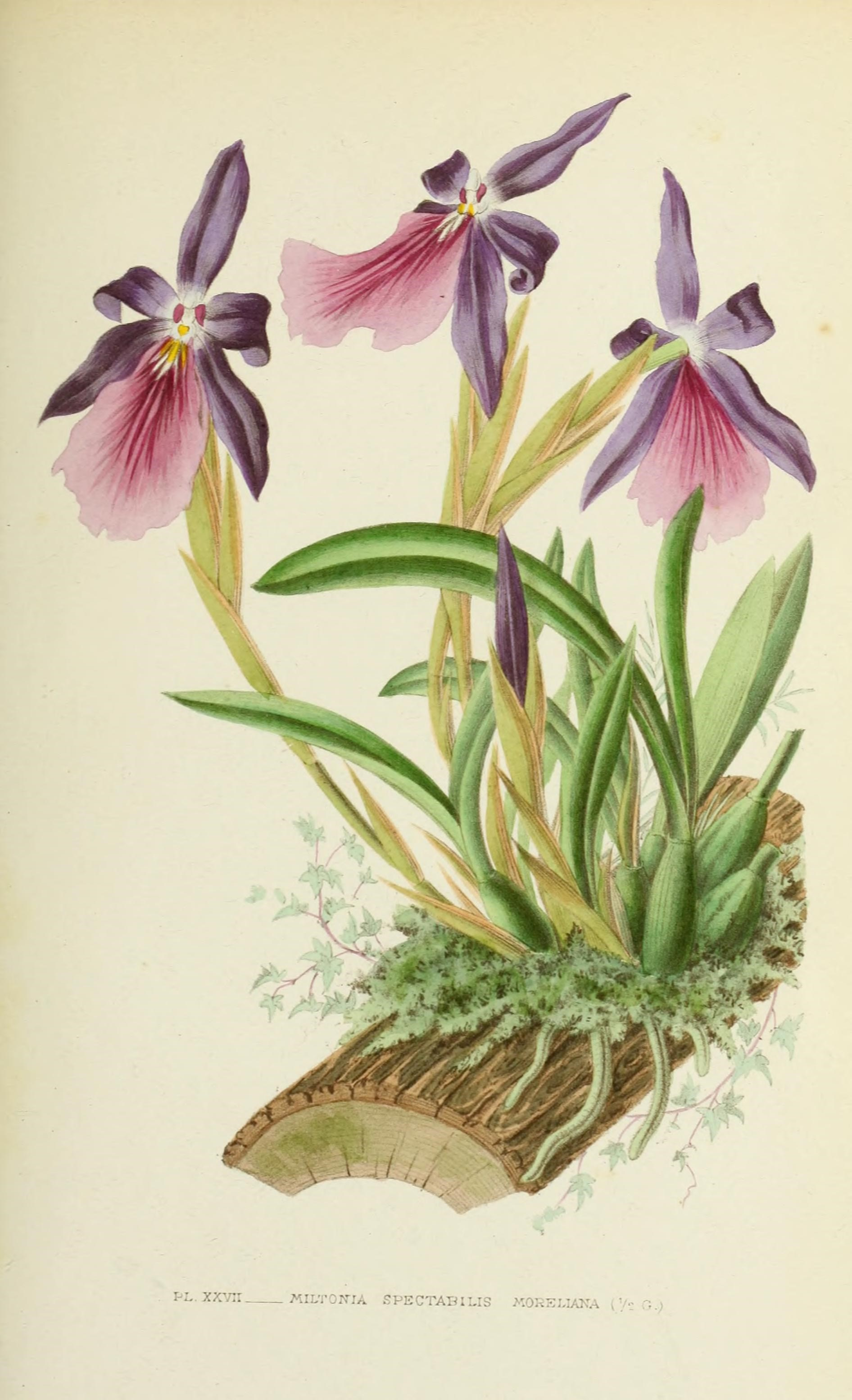
Aquarelle de Miltonia moreliana par De Puydt.

Après ses études, De Puydt fait ses premières armes dans le journalisme et est l'un des rédacteurs de L'Observateur du Hainaut, qui paraît du 2 juillet 1829 au 8 août 1835. Il collabore avec Henri Delmotte et Hippolyte Rousselle à une pièce de théâtre intitulée Le Candidat à la royauté, qui est jouée à Mons le 9 janvier 1831.
Étant entré dans l'administration, De Puydt est longtemps directeur du mont-de-piété, puis receveur général des hospices de Mons. Très intéressé par la culture des plantes, il devient membre de la société d'horticulture fondée à Mons le 28 mai 1828, et en devient le secrétaire à partir de 1831. Il rédige les rapports sur les expositions annuelles de cette société, ainsi que divers articles et ouvrages d'horticulture, notamment les orchidées, ses plantes favorites.
En 1833, De Puydt contribue à la fondation de la Société des sciences, des arts et des lettres du Hainaut. Il en devient vice-président en 1858 puis président en 1865 et conserve ces fonctions jusqu'à sa mort.
Il meurt le 20 mai 1891 à Mons,.

## Œuvre
En tant que politologue, De Puydt est connu comme l'inventeur du concept de panarchie, avec l'article du même nom qu'il écrit dans la Revue trimestrielle en 1860, selon lequel les gens seraient libres de choisir à quel gouvernement d'adhérer tandis que les gouvernements auraient à rivaliser pour avoir des citoyens. David Hart suggère qu'il est influencé par son compatriote Gustave de Molinari qui décrit en 1849 la notion de gouvernement concurrentiel, limitée à la défense, dans son article « De la production de la sécurité », dans le Journal des économistes du 15 février 1849.
De Puydt collabora aussi à L'Observateur du Hainaut, L'Étoile belge, Revue trimestrielle, La Belgique horticole, Iconographie montoise, Flore des serres et des jardins de l'Europe, L'Horticulteur belge, Patria Belgica, etc. et plublie nombre de notices nécrologiques, discours, rapports, etc.

### Botanique
- 1858 : « Philosophie de l'horticulture » dans Mémoires de la Société des sciences, des arts et des lettres du Hainaut, 2e série, t. V, p. 3-23, Mons, imprimerie De Maquillier et Lamir, 32 pages ;
- 1860 : Traité théorique et pratique de la culture des plantes de serre froide. Orangerie et serre tempérée des jardiniers. Précédé de notions pratiques de physiologie végétale et de physique horticole, et de conseils pour la construction, des différentes serres, Bruxelles, E. Tarlier, 158 pages ;
- 1860 : Les poires de Mons, Mons, Masquillier et Lamir, 23 pages ;
- 1860 : Les palmiers et les grandes plantes ornementales de serre froide, Paris, E. Donnaud, 19 pages ;
- 1860 : L'exposition universelle d'horticulture et le congrès international d'horticulture et de botanique à Bruxelles, Gand, Annoot-Braeckman, 15 pages ;
- 1860 : Les plantes de serre : traité théorique et pratique de la culture de toutes les plantes qui demandent un abri sous le climat de la Belgique, Mons, H. Manceaux, 2 volumes, 400 et 284 pages;
- 1860 : Esthétique florale. Du beau dans les plantes, et particulièrement dans les fleurs simples ou doubles, Gand, Annoot-Braeckman, 44 pages ;
- 1860 : Les serres sans chauffage, Gand, Annoot-Braeckman, 13 pages ;
- 1860 : « Pomologie et Horticulture » dans Patria Belgica, t. I, p. 571-586 et p. 587-612 ;
- 1860 : Société d'agrément, d'horticulture et de zoologie du Wauxhall à Mons. École d'horticulture. Leçons préparatoires de sciences physiques. Sommaire à l'usage des élèves de l'école et des auditeurs du cours d'arboriculture, Mons, Dequesne-Masquillier, 19 pages ;
- 1860 : Les orchidées de serre chaude, Gand, Annoot-Braeckman, 20 pages ;
- 1860 : Les orchidées. Histoire iconographique, organographie, classification, géographie, collections, commerce, emploi, culture, avec une revue descriptive des espèces cultivées en Europe, Paris, J. Rothschild, 1880, 348 pages, 50 planches et 244 vignettes.

### Sciences sociales
- 1860 : « Panarchie », dans Revue trimestrielle, vol. 27, p. 222-245 ;
- 1861 : De l'influence de l'industrie et du commerce sur la littérature ;
- 1867 : La charité et les institutions de bienfaisance ;
- 1870 : Marche et progrès de la civilisation dans les temps modernes ;
- 1873 : Sur l'homme préhistorique ;
- 1876 : La Grève ;
- 1880 : Le Hainaut en 1830 et en 1880 ;
- 1883 : Cinquantième anniversaire.

### Romans
- 1859 : Chevreuse, paru dans l'Étoile belge ;
- 1883 : Maudit métier (histoire du Borinage), Bruxelles, A.-N. Lebègue, 454 pages ;
- 1890 : Cent mille francs de dot, Mons, Hector Manceaux, 263 pages.

### Autres
- 1861 : « Rapport de la commission spéciale chargée de l'examen d'un projet d'érection d'une statue à Baudouin de Constantinople », Mémoires de la Société des sciences, des arts et des lettres du Hainaut, 2e série, t. I, p. 118-126 ;
- 1861 : « Le fabuliste La Fontaine. Ses idées politiques et philosophiques », Ibid. 3e série, t. I, p. 205-219 ;
- 1861 : « Exploration américaine de la vallée du Rio Colorado de l'Ouest (Nouveau-Mexique) », Ibid. 3e série, t. II, p. 407-451 ;
- 1861 : « La littérature et les arts dans leurs rapports avec la morale », Fragment, Ibid. 3e série, t. I, p. xxxiii-xi ;
- 1861 : « Biographie de Jean-Ambroise De Puydt », Ibid. 3e série, t. I, p. 89-148.
- Sans date : « Histoire Orientale et point merveilleuse / Suite de l'histoire d'Aladin et de la lampe merveilleuse » (Collection Nationale, vol. 27, Librairie classique A.-N. Lebègue & Cie, éditeurs, Bruxelles, 92 p.

### Sources bibliographiques
- Léopold Devilliers, « Puydt (Paul-Émile De) », dans Académie royale des sciences, des lettres et des beaux-arts de Belgique, Biographie nationale de Belgique : Ponceau - Reinula, vol. 18, Bruxelles, Éditions Bruylant, 1905, 474 p. (lire en ligne), p. 356-359
- (en) David M. Hart, « Gustave de Molinari and the Anti-statist Liberal Tradition Part III », Journal of Libertarian Studies, vol. IV, no 1,‎ hiver 1982, p. 86-87 (lire en ligne)
- Gustave de Molinari, « De la production de la sécurité », Journal des économistes,‎ 15 février 1849 (lire en ligne)
- Paul-Émile De Puydt, « Panarchie », Revue trimestrielle, vol. 27,‎ juillet 1860, p. 222-245 (lire en ligne)
- Eugène De Seyn, Dictionnaire des écrivains belges, Bruges, Excelsior Publications, 1930
- Jean-François de Montigny, Généalogie de la famille de Puydt, de Poperinghe, Lloyd Anversois, 1954, 16 p. (présentation en ligne)